# 张贵林
张贵林（1963年4月—），中华人民共和国官员，广西壮族自治区兴安县人，1982年11月加入中国共产党，现任北京市人民政府国有资产监督管理委员会主任、党委书记。
张贵林1983年8月参加工作，在中国农机院标准质量测试中心担任助理工程师。1985年9月，他进入吉林工业大学机械结构强度与机器可靠性专业，攻读研究生，1988年6月毕业。毕业后，他回到中国农机院，在机电研究所任工程师，兼任共青团中国农机院委员会副书记。1991年7月至1994年1月，张贵林到家乡广西兴安挂职锻炼，出任兴安县科技副县长。1994年1月回京后，他出任中国农机院科技经营管理处副处长，兼任北京海丰技术公司经理。
1996年8月，张贵林调往农业部，任农机化司外经项目办公室副主任。1997年7月，他回到北京市任职，任北京二轻有限责任公司总工程师。1999年6月，他改任北京市新技术产业开发试验区管委会党组成员、副主任。2001年6月，北京市新技术产业开发试验区更名为中关村科技园区后，他继续担任管委会党组成员、副主任。
2003年11月，他改任北京中关村科技发展（控股）股份有限公司党委书记、董事长，北京住总集团有限责任公司副董事长。2005年8月，他升为北京住总集团有限责任公司党委书记、董事长，北京中关村科技发展（控股）股份有限公司党委书记、董事长。2007年1月起，他出任北京住总集团有限责任公司党委书记、董事长，不再在北京中关村科技发展（控股）兼职。2015年2月5日，北京市国资委免去其在北京住总集团的职务。
2014年9月，中共北京市委组织部公示，拟任命张贵林为区长。10月9日，门头沟区人大常委会任命张贵林为副区长、代区长。前任区长王洪钟因涉嫌违反中共党纪，在同年8月被带走调查。2015年2月，通过选举，张贵林出任门头沟区长。2016年2月，他升为中共门头沟区委书记。2018年3月，张贵林改任北京市国资委主任、党委书记。
2022年11月7日，因涉嫌严重违纪违法，接受纪律审查和监察调查。